# Talher

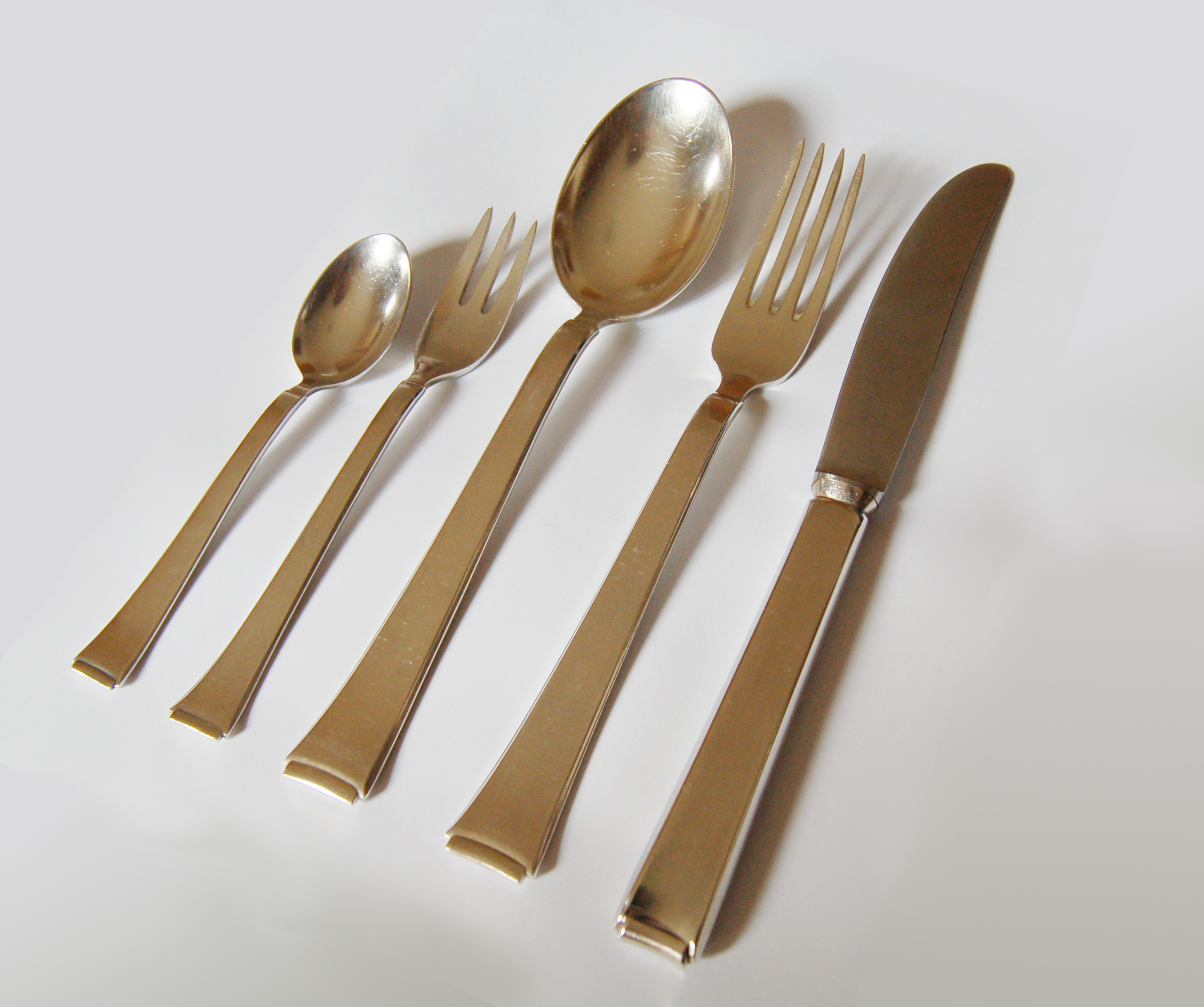
Talheres

Talheres são utensílios para manipular e facilitar o ato de se alimentar. São tradicionalmente considerados talheres as colheres, os garfos e as facas. Os pauzinhos orientais (em japonês hashi) também podem ser considerados talheres.
Os talheres variam de design, de acordo com seu propósito e utilidade, como comer carne, peixe, sobremesa,  tomar sopa, mexer o café etc.
O faqueiro é um conjunto completo de talheres da mesma marca e do mesmo material, que inclui facas, colheres, garfos e outros utensílios para servir a comida. Muitas vezes é a designação para a caixa ou estojo onde se guardam os talheres de mesa.

## História
Até o século XI, quase todo mundo utilizava as mãos para levar o alimento à boca. Naquele século, Domenico Selvo, membro da corte de Veneza, casou-se com a princesa Teodora, de Bizâncio. Ele trouxe no enxoval um objeto pontudo, com dois dentes, que usava para espetar os alimentos e levá–los até a boca. Esse primeiro garfo foi considerado uma heresia: o alimento, fornecido por Deus, era sagrado, e tinha de ser comido com as mãos.
Todavia, pouco a pouco, membros da nobreza e do clero foram adotando o talher, mas o hábito demorou para pegar entre a população. Com mais dentes, o espeto só se tornou popular mesmo no século XIX. Já a faca é o mais antigo dos talheres, pois foi o homo erectus quem criou o primeiro objeto cortante, feito de pedra, para caça e defesa.
O primeiro a sugerir que cada homem deveria ter um talher para ser usado exclusivamente à mesa foi o cardeal francês Richelieu, um fervoroso defensor das boas maneiras, por volta de 1630.
Em Dezembro de 2018, a União Europeia decidiu a proibição, a partir de 2021, de alguns plásticos de utilização única como talheres de plástico para reduzir a poluição marítima.